# 1339
1339 (MCCCXXXIX) var ett normalår som började en fredag i den julianska kalendern.

## Händelser

### Juni
- 21 juni – En schweizisk bondehär besegrar en numerärt överlägsen habsburgsk riddarhär i slaget vid Laupen, vilket befäster det Schweiziska edsförbundets oberoende.

### Augusti
- Augusti eller september – Fred sluts mellan Sverige och Novgorod. Fredsförhandlingarna hålls möjligtvis antingen i Lödöse eller på borgen Lindholmen vid Göta älv, men det är inte säkert.

### Okänt datum
- Johan Offesson, en skånsk storman, gör uppror mot det svenska styret. Han besegras dock, blir av med sina förläningar och får sin borg Lindholmen i Svedala nedbränd till grunden.

## Födda
- Början av året – Erik Magnusson, kung av Sverige 1356–1359.
- Alexander V, född Pietro Filargi av Candia, motpåve 1409–1410.

## Avlidna
- 26 maj – Aldona av Litauen, drottning av Polen.
- 10 december – Hedvig av Kalisz, drottning av Polen.